# Raid di John Brown contro Harpers Ferry
Il raid di John Brown contro Harpers Ferry (noto anche come raid di John Brown o raid su Harper's Ferry) fu un'incursione, da parte del militante abolizionista John Brown e dei suoi uomini, su un arsenale federale, compiuta nel 1859 con l'intento di dare il via a una rivolta di schiavi. L'arsenale si trovava nella cittadina di Harper's Ferry, allora nel territorio della Virginia.
La banda di Brown, composta da 22 membri, venne sconfitta da una compagnia dello United States Marine Corps guidata dal primo tenente Israel Greene. Il colonnello Robert Edward Lee era a capo del comando generale dell'operazione di riconquista dell'arsenale.
Brown aveva originariamente chiesto sia a Harriet Tubman sia a Frederick Douglass, entrambi incontrati nel corso dei suoi anni trascorsi a Springfield in qualità di propagandista abolizionista, di unirsi a lui nell'incursione: Tubman non fu in grado a causa di un'improvvisa malattia, mentre Douglass declinò l'invito ritenendo il piano irrimediabilmente destinato al fallimento.

## Preparativi

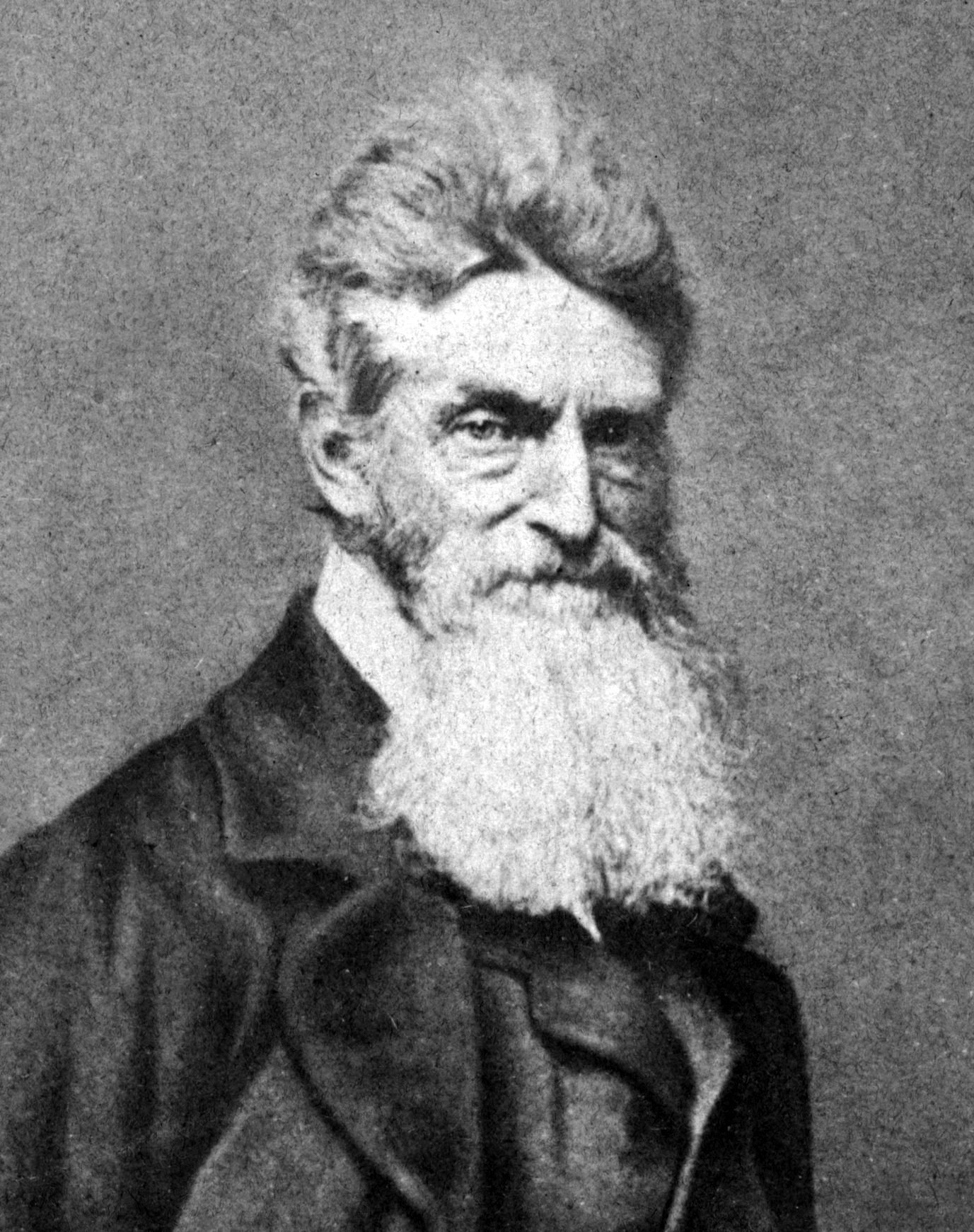
Il "capitano" John Brown nel 1859

Brown e i suoi seguaci affittarono la Kennedy Farm costituita da nient'altro che una piccola capanna di tronchi posta nelle immediate vicinanze del centro urbano (a non più di 6,4 km e mezzo a nord) di Dargan nella contea di Washington (Maryland), sotto il falso nome di Isaac Smith. Il piccolo gruppo giunto con lui si rivelò pochissimo addestrato all'azione militare che avevano intenzione di realizzare. In tutto erano 18 uomini, di cui 13 bianchi e 5 neri.
Le associazioni abolizioniste operanti nel Nord inviarono 198 fucili Sharps calibro 52 con otturatore a retrocarica (parte delle Bibbie di Beecher già utilizzate durante il Bleeding Kansas) e 950 picche (ottenute a fine settembre dal fabbro Charles Blair della "Collinsville Axe Co." di Collinsville).
La preparazione del progetto di guerriglia richiese in tutto almeno tre mesi. L'arsenale federale era costituito da un enorme complesso di edifici che fabbricava armi di piccolo calibro per l'United States Army, dotato di un magazzino che si pensava potesse contenere in quel momento fino a 100 000 moschetti e fucili.

Brown tentò di reclutare quanto più possibile tra i neri liberi del Nord; in una riunione tenutasi nei pressi di una cava a Chambersburg provò ad assoldare Douglass in qualità di ufficiale di collegamento con gli schiavi del Sud per provocare un'insurrezione generale. Fu durante questo incontro che l'ex schiavo Shields Green acconsentì a unirsi a Brown; Green dichiarò a Douglass: "credo che andrò con il vecchio", mentre quest'ultimo rifiutò indicando con chiarezza a Brown che riteneva si sarebbe trattato di una missione suicida. Il piano consisteva in un attacco alla legittimità del governo federale che "avrebbe schierato l'intero paese contro di noi... Non ne uscirai mai vivo", avvertì Douglass; ma Brown rimase irremovibile.

La Kennedy Farm in cui prese alloggio Brown assieme ai suoi uomini

La Kennedy Farm cominciò presto a fungere da caserma, arsenale, deposito di rifornimenti, sala mensa, sala di discussione e abitazione; si rivelò molto affollata e la vita quotidiana assai monotona. Brown si preoccupò anche di non destare alcun sospetto tra i vicini contadini; di conseguenza rimanevano rinchiusi all'interno per tutto il giorno, senza molto da fare se non studiare, esercitarsi, discutere di politica o di religione e fare giochi di carte e partite a dama.
La nuora di Brown, Martha, faceva le veci di cuoca e governante, mentre sua figlia Anne era assegnata al "posto di guardia"; Brown volle nella fattoria anche le due donne per sviare i sospetti che inevitabilmente sarebbero stati sollevati da un gruppo di soli uomini. Uscivano solamente di notte per addestrarsi e respirare un po' di aria fresca; i temporali erano i benvenuti poiché coprivano i rumori degli spari ai vicini.
Egli non ebbe mai in programma di fare un'incursione improvvisa e fuggire subito dopo in direzione delle montagne; piuttosto intendeva utilizzare i fucili e le picche sequestrati nell'arsenale, oltre alle armi che già aveva portato con sé, per armare gli schiavi ribelli allo scopo di terrorizzare gli schiavisti della Virginia. Credeva che nella prima notte di azione da 200 a 500 schiavi neri si sarebbero uniti a lui nella "lotta di liberazione". Teneva in scarsa considerazione sia la milizia sia le truppe dell'esercito regolare che avrebbero potuto opporglisi. Progettò di mandare dei rappresentanti nelle piantagioni dei dintorni per reclutare schiavi per la battaglia che sarebbe inevitabilmente scoppiata. Ebbe anche in programma di tenere sotto controllo l'intera Harper's Ferry per un breve periodo, attendendosi che molti volontari sia bianchi sia neri si sarebbero spontaneamente uniti a lui quando sarebbe stato sotto il fuoco nemico. Avrebbe quindi fatto muovere rapidamente i suoi uomini verso sud, inviando bande armate lungo la strada con il compito di liberare gli schiavi, ottenere provviste, cavalli e ostaggi con conseguente distruzione del morale degli schiavisti "peccatori". Il progetto di movimento prevedeva di seguire la linea dei monti Appalachi fino al Tennessee meridionale e perfino di raggiungere l'Alabama - il cuore pulsante del profondo Sud - compiendo incursioni periodiche nelle pianure su entrambi i lati.

## Segretezza del piano
Brown reclutò Hugh Forbes, dietro il compenso di 600 dollari, come addestratore e tattico; si trattava di un mercenario inglese il quale aveva già avuto l'occasione di servire Giuseppe Garibaldi nel corso della prima guerra d'indipendenza italiana e durante l'assedio di Roma (1849). Il suo Manual for the Patriotic Volunteer venne rinvenuto tra i documenti di Brown poco dopo l'incursione. Assieme discussero sulla strategia militare da adottare e su quanto denaro fosse necessario; Forbes ne richiese di più di modo che la propria famiglia rimasta in Europa potesse raggiungerlo. Non riuscendo a ottenere quanto sperato, l'avventuriero britannico iniziò ad inviare lettere minatorie ai sostenitori di Brown nel tentativo di ottenere i fondi desiderati.
Frustrati questi tentativi, Forbes si recò a Washington per incontrare i senatori repubblicani William H. Seward e Henry Wilson. Forbes denunciò quindi Brown a Seward definendolo un "uomo pericoloso" che andava trattenuto, ma non rivelò i piani per il raid. Forbes espose invece parzialmente il progetto in corso a Wilson e poi anche ad altri. Il senatore scrisse pertanto a Samuel Gridley Howe, un sostenitore di Brown, consigliandogli di cercare di ottenere dai suoi colleghi abolizionisti il recupero delle armi destinate all'uso nel Bleeding Kansas; a Brown venne così detto che le armi entrate in suo possesso non dovevano essere usate "per altri scopi, come si sente dire in giro". In risposta a tali avvertimenti Brown dovette così temporaneamente ritornarsene nel Kansas per cercare di riconquistare il sostegno perduto e contemporaneamente per screditare Forbes; alcuni storici ritengono che questo viaggio improvviso abbia in conclusione ritardato gravemente l'azione in programma, costando molto tempo prezioso a Brown.
Si stimano almeno 80 persone a conoscenza del raid pianificato da Brown; in molti avevano ragione di credere che egli stesse contemplando un atto di guerriglia contro il Sud schiavista. Uno di quelli che sicuramente sapeva cosa stesse tramando era l'artista David John Gue, un quacchero, che credeva che Brown e i suoi uomini sarebbero stati uccisi; assieme al fratello e a un altro adepto si decise a mettere in guardia il governo "per proteggere Brown dalle conseguenze della sua stessa avventatezza". Inviò pertanto una lettera anonima datata 20 agosto 1859 al segretario alla Guerra John Buchanan Floyd. La lettera diceva che il "vecchio John Brown" stava progettando di organizzare una rivolta degli schiavi nel Sud; affermava inoltre ch'egli possedeva un agente segreto in un'armeria del Maryland. Gue avvertì infine che Brown aveva programmato di entrare in Virginia con una banda di guerriglieri; Gue scriveva di aver paura di rivelare la propria identità, ma chiedeva a Floyd che questo non fosse motivo per ignorare la sua relazione. Gue sperò che il ministro non esitasse a mandare i soldati a Harper's Ferry e che la maggior presenza militare avrebbe fatto desistere Brown dai suoi piani insurrezionali.
Sebbene il presidente James Buchanan offrì a suo tempo una ricompensa di 250 dollari per catturare Brown, sembra che Floyd non collegò la lettera inviatagli con il "John Brown" divenuto sinistramente celebre nel Kansas per il massacro del Pottawatomie. Sapeva inoltre assai bene che il Maryland non possedeva un'armeria (Harper's Ferry si trova difatti dall'altra parte del fiume rispetto allo Stato in questione). Floyd pensò pertanto che lo scrittore anonimo fosse un mitomane e se ne dimenticò presto; più tardi dichiarò che "un piano di tale malvagità ed oltraggio non poteva essere concepito da nessun cittadino degli Stati Uniti".

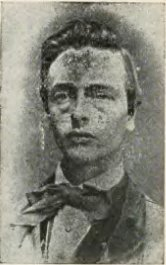
Foto di Barclay Coppock

## Svolgimento dell'incursione

### 16 ottobre
Il 16 ottobre del 1859, una domenica, alle 22:30 circa, Brown lasciò quattro dei suoi uomini, tra cui il figlio Owen Brown, il ventenne Barclay Coppock e Frank Meriam, a fare da retroguardia; condusse il resto alle porte della cittadina. 

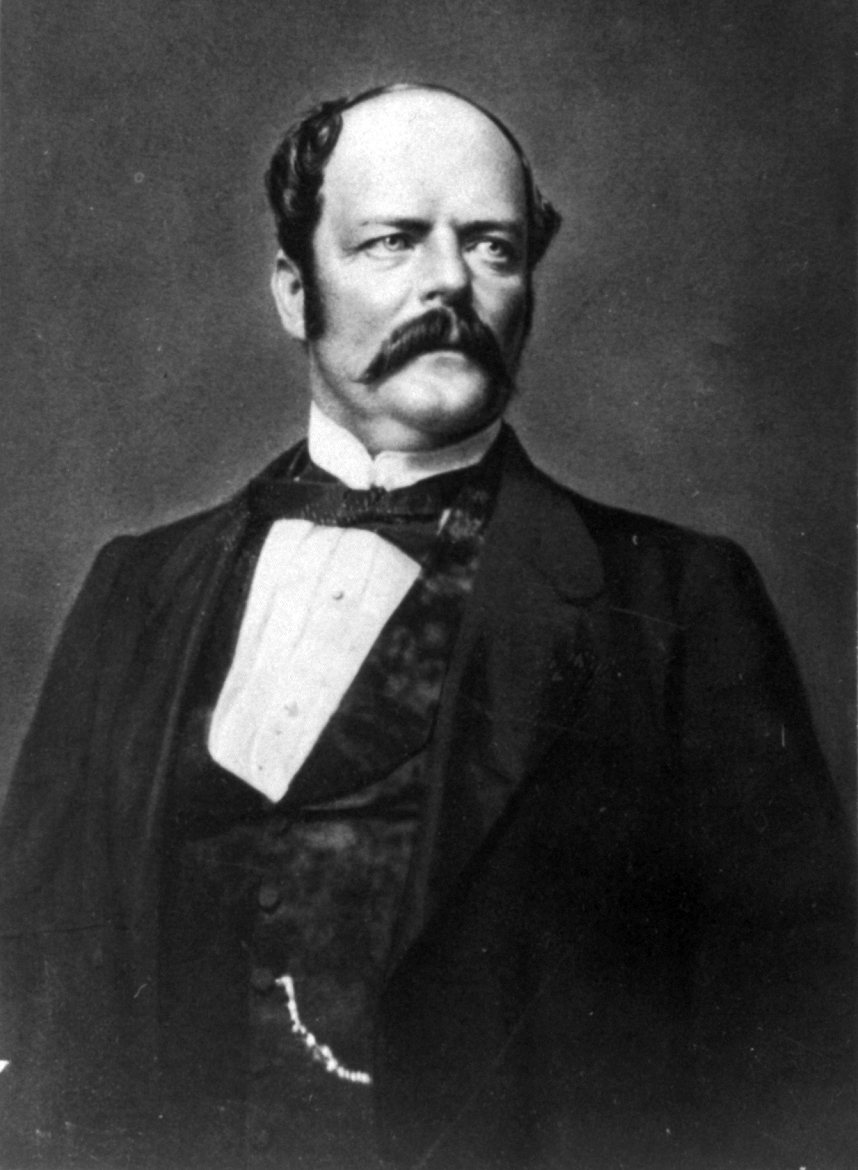
Lewis Washington nel 1861

Qui diede l'incarico a John Cook Jr. di catturare il colonnello Lewis Washington, pronipote di George Washington, assalendolo nella sua vicina proprietà di "Beall-Air", sequestrando poi alcuni dei suoi schiavi e impossessandosi di due reliquie appartenute a George Washington: una spada, presumibilmente offerta da Federico II di Prussia, e due pistole donate da La Fayette, che Brown considerava essere dei potenti talismani.
La banda svolse con estrema diligenza la missione che le era stata affidata e tornò indietro attraversando l'abitazione di Allstadt, ove prese in consegna altri ostaggi; il gruppo principale diretto da Brown riuscì invece a catturare numerosi guardiani di piantagione, ma anche semplici cittadini. Ci si doveva impossessare delle armi e fuggire rapidamente prima che potesse esser dato l'allarme: il raid iniziò così sotto i miglior auspici e parve procedere al meglio.

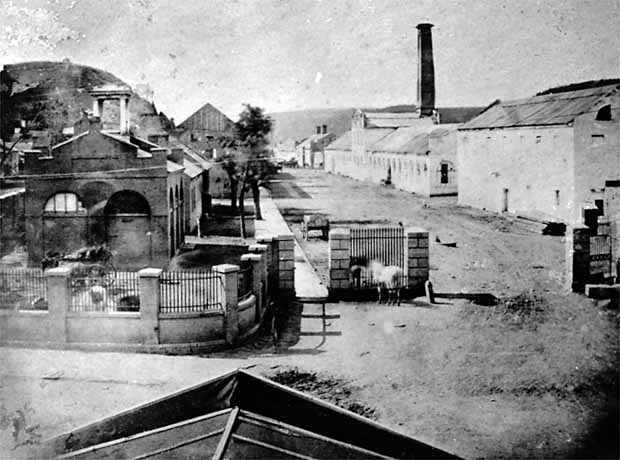
L'ingresso dell'arsenale di Harper's Ferry nel 1862

Tagliarono il filo del telegrafo e bloccarono un treno della "Baltimore and Ohio Railroad". La prima vittima dell'incursione fu proprio un nero libero, Hayward Shepherd, controllore dei bagagli nelle carrozze riservate agli afroamericani: non essendosi fermato al loro "Alt!" venne preso a fucilate e ucciso.
Per qualche strana ragione rimasta oscura Brown decise poco dopo che il treno poteva continuare il viaggio, liberando il conducente che, giunto alla stazione successiva, non esitò ad avvisare le autorità.
Brown era sicuro che si sarebbe conquistato il sostegno degli schiavi locali, arruolandoli così nella ribellione, ma la massiccia insurrezione preventivata non si verificò affatto, in quanto non si sparse la voce sulla rivolta in corso e neppure gli schiavi delle proprietà situate nelle immediate vicinanze ne vennero a sapere alcunché. Benché i cittadini bianchi iniziarono presto ad impugnare le armi e a impegnarsi in uno scontro a fuoco con i rivoltosi, gli uomini di Brown riuscirono a impossessarsi dell'armeria entro la sera stessa.

### 17 ottobre
I militari vennero a conoscenza degli uomini di Brown la mattina del 17 ottobre; milizie locali, agricoltori e commercianti cominciarono a circondare l'armeria. Quando una compagnia della milizia occupò il ponte che attraversava il fiume Potomac qualsiasi via di fuga per gli assalitori venne interrotta.

Il fortino di John Brown in cui si asserragliarono i rivoltosi

Nel corso della giornata quattro cittadini furono uccisi, tra cui il sindaco. Comprendendo che la sua via di fuga era stata tagliata Brown prese con sé nove dei suoi prigionieri e si trasferì nella costruzione antincendio, che sarebbe divenuta nota come fortino di John Brown. Qui si asserragliò, chiudendo finestre e porte, e aprendo fessure nei muri per poter sparare. Fuori intanto gli assedianti avevano circondato la costruzione. Furono scambiati sporadici colpi d'arma da fuoco. Ad un certo punto il "capitano" Brown mandò fuori il figlio Watson e Aaron Dwight Stevens con una bandiera bianca, ma il primo fu ferito a morte e il secondo colpito e catturato. Uno del gruppo, William H. Leeman, preso dal panico tentò di fuggire attraversando il fiume a nuoto, ma venne ferito mortalmente. Durante le intermittenti riprese della sparatoria anche l'altro figlio di Brown, Oliver, fu colpito e morì poco dopo.
Nel frattempo - verso le ore 15 - una compagnia di miliziani guidata dal capitano E. G. Alburtis giunse in treno da Martinsburg (Virginia Occidentale); la maggior parte dei membri erano impiegati della "Baltimore & Ohio Railroad". La milizia riuscì ad irrompere nella guardiola della costruzione antincendio e a liberare più di venti prigionieri. Nello scontro che ne seguì rimasero feriti otto miliziani. In seguito Alburtis dichiarò che avrebbe potuto porre fine al raid già in quel momento se solo avesse avuto a disposizione un numero maggiore di volontari.

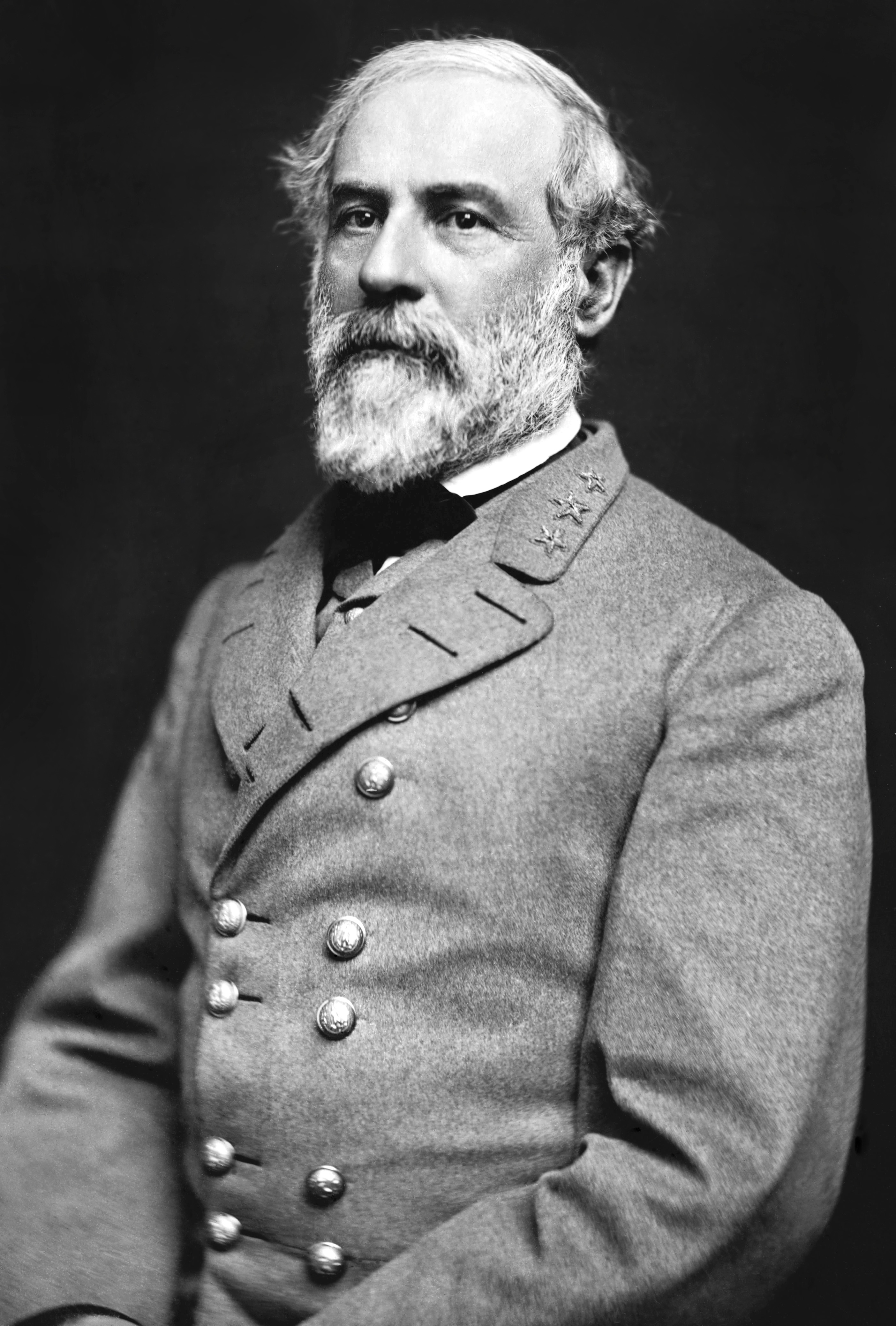
L'allora tenente colonnello Robert Edward Lee guidò le truppe contro John Brown

Alle 15:30 il presidente James Buchanan ordinò ad una compagnia degli United States Marine Corps (le uniche truppe governative presenti nelle immediate vicinanze) di marciare sulla cittadina sotto il comando del tenente colonnello Robert Edward Lee. Questi si trovava in congedo dal proprio reggimento di stanza nel Texas quando venne chiamato frettolosamente a dirigere il distaccamento e dovette comandarlo mentre indossava ancora i suoi abiti civili; inizialmente egli propose che a dare l'assalto al "fortino" fossero le unità di milizia locale già schierate; ma entrambi i suoi comandanti rifiutarono e quindi Lee si dovette rivolgere ai marines.

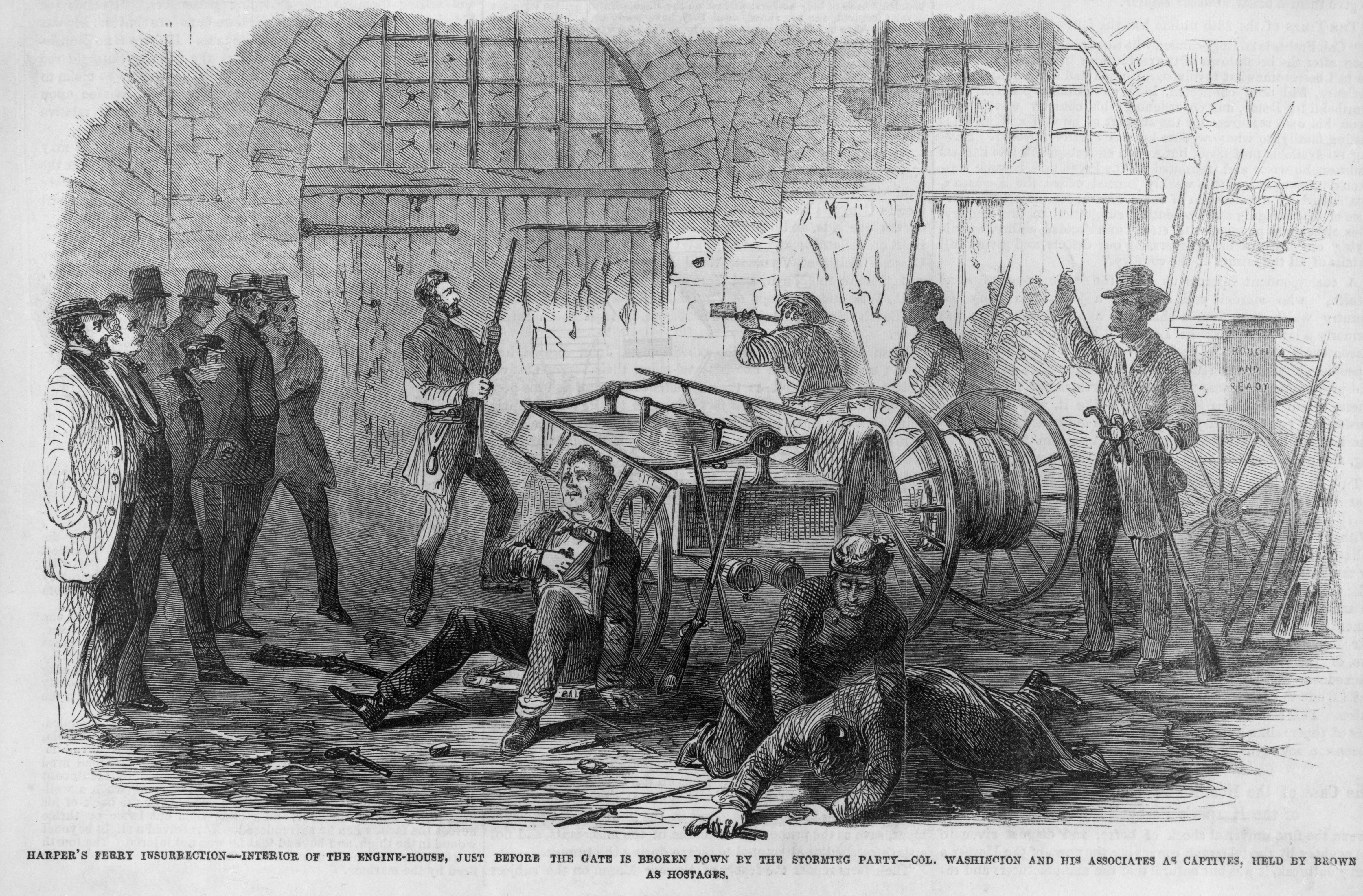
Un'illustrazione da un giornale del tempo che mostra l'interno della casa macchine immediatamente prima che la porta venisse scardinata dai reparti dei marines

(Giampiero Carocci, Storia della guerra civile americana, Tascabili Newton 1996 pag. 25.)

### 18 ottobre
La mattina del 18 venne inviato il tenente James Ewell Brown Stuart, che prestò servizio in qualità di aiutante di campo volontario, per negoziare una resa di Brown e dei suoi seguaci. Lee informò Israel Greene che in caso di risposta negativa avrebbe diretto i marines all'attacco. Stuart si diresse quindi verso la parte anteriore del fortino e qui riferì a Brown che i suoi uomini sarebbero stati risparmiati se si fossero consegnati spontaneamente; questi rifiutò e, mentre Stuart si allontanava, segnalò un "pollice verso" a Greene e ai suoi uomini in piedi nelle vicinanze.
Poco dopo il distaccamento dei marines cominciò ad esser guidato all'attacco; equipaggiati con pesanti mazze tentarono di sfondare la porta, ma i loro sforzi non sortirono alcun effetto. Greene recuperò una scala di legno ed assieme a dieci marines la utilizzò come ariete per forzare gli ingressi anteriori privi di serramenti interni. Greene fu il primo ad entrare e con l'aiuto di Lewis Washington identificò e individuò John Brown. In seguito egli raccontò gli eventi che si verificarono subito dopo:
Penso che abbia appena fatto in tempo a sparare mentre raggiungevo nuovamente il colonnello Washington, perché il Marine che mi ha seguito nell'apertura fatta dalla scala ha ricevuto un proiettile nell'addome, a causa della quale è morto in pochi minuti. Il colpo potrebbe altresì anche essere stato fatto esplodere da qualcun altro del gruppo degli insorti, ma penso che fosse di Brown.
Istintivamente, mentre Brown cadeva, gli diedi una sciabolata nel seno sinistro. La spada che portavo era un'arma leggera e colpì qualcosa di duro - alcuni degli oggetti che Brown portava con sé - tanto che non riuscì a penetrare. La lama si è piegata in due.»
In tre minuti tutti i componenti la banda rimasti ancora vivi vennero fatti prigionieri. L'azione si era conclusa.

### 19 ottobre
Lee diede un resoconto degli eventi che ebbero luogo a Harper's Ferry. Secondo i suoi appunti credeva che Brown fosse un pazzo: "il piano di fare irruzione nell'arsenale era il tentativo di un fanatico o di un pazzo". Credette anche che gli afroamericani assoldati per eseguire il raid fossero stati forzati: ""I neri, che lui ha costretto a lasciare le loro case in questo quartiere, per quanto ho potuto constatare, non gli hanno dato alcuna assistenza volontaria". Lee contribuì anche a creare il "momentaneo successo" di John Brown - attendendo quasi una giornata intera prima di decidersi ad attaccarlo - creando in tal modo panico e confusione tra i civili e "ingrandendo" di molto le stime sul numero dei partecipanti effettivi coinvolti nel raid.

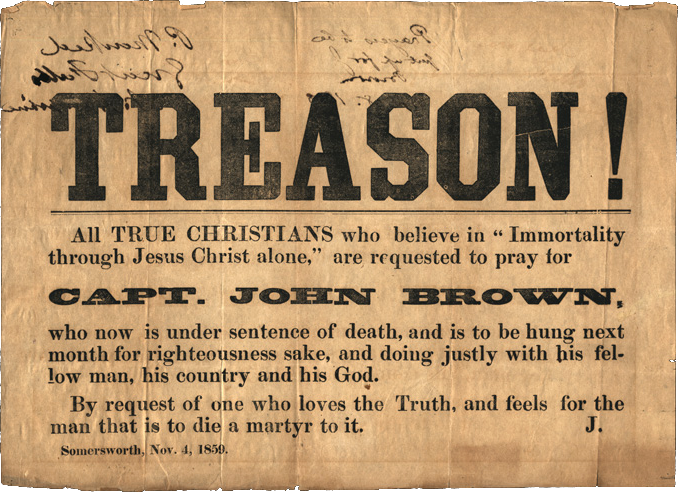
"Tutti i veri cristiani che credono nell'immortalità dell'anima attraverso Gesù Cristo sono invitati a pregare per il capitano John Brown"

Poco più tardi però, il governatore della Virginia Henry A. Wise, dopo aver fatto affiggere manifesti invitando la popolazione a pregare per l'anima del condannato, dichiarò:

## Conseguenze

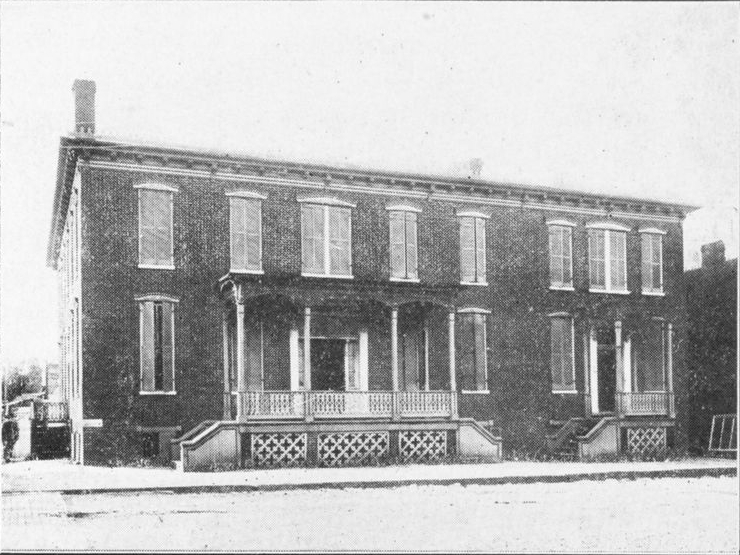
La vecchia prigione di Charles Town ove venne tenuto prigioniero J. Brown

non pur rimarginate, salisti il patibolo.»
(Walt Whitman, Foglie d'erba)
Il colonnello Lee e John Stuart perlustrarono le campagne circostanti alla ricerca dei fuggiaschi che avevano partecipato all'attacco. Pochi dei soci di Brown riuscirono a mettersi in salvo e quei pochi vennero ospitati dagli abolizionisti del Nord, tra cui l'afroamericano William Still.
Brown fu portato in tribunale nella vicina città di Charles Town per sottoporlo a processo. Fu dichiarato colpevole di tradimento contro il Commonwealth della Virginia e condannato all'impiccagione, da eseguirsi, secondo la legge della Virginia, dopo un mese, il 2 dicembre.

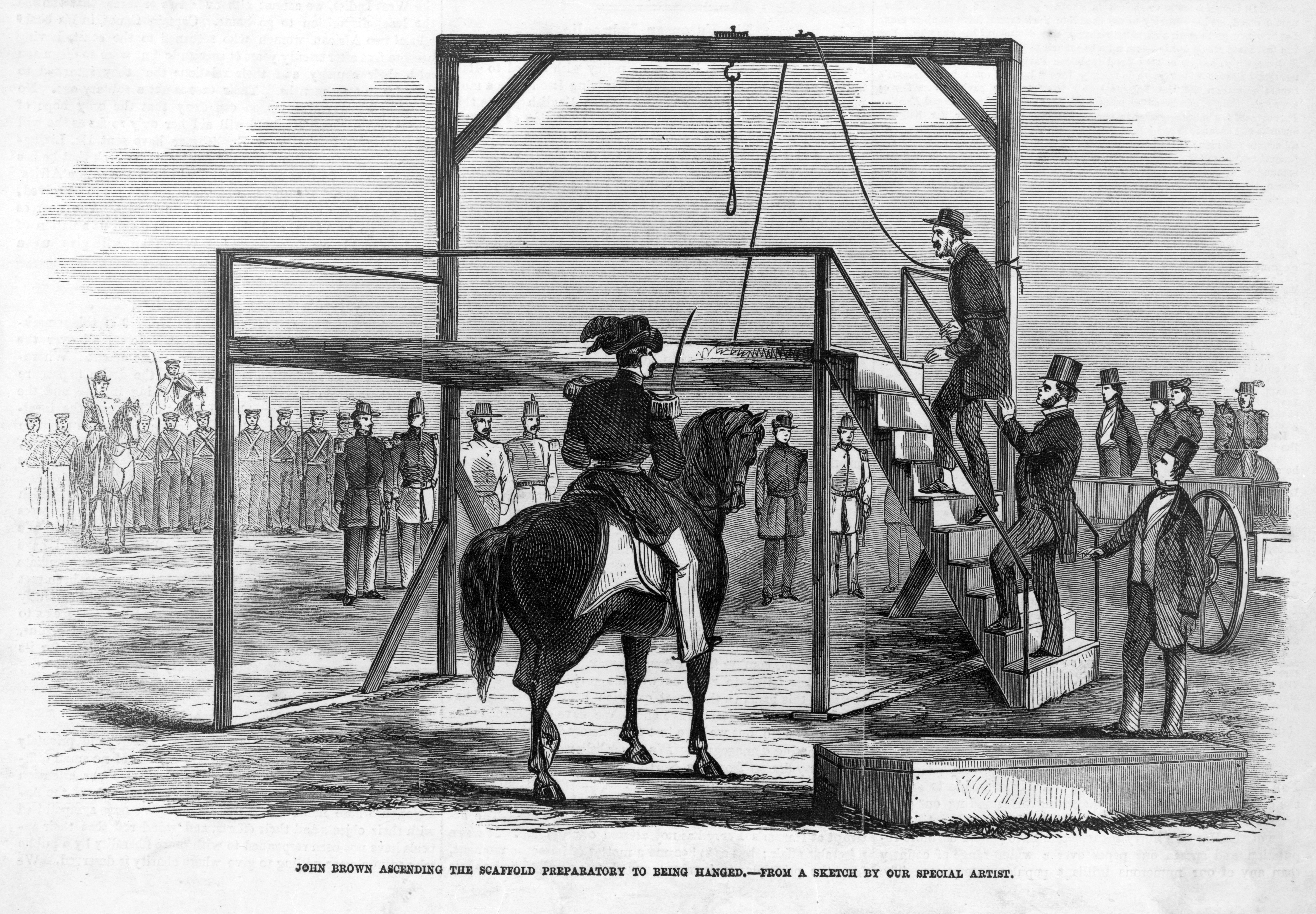
Illustrazione del momento dell'esecuzione.

Fu testimone dell'esecuzione anche l'attore John Wilkes Booth, in seguito assassino di Abraham Lincoln.
In quell'ultimo giorno che gli rimaneva ancora da vivere Brown scrisse il suo ultimo testamento:

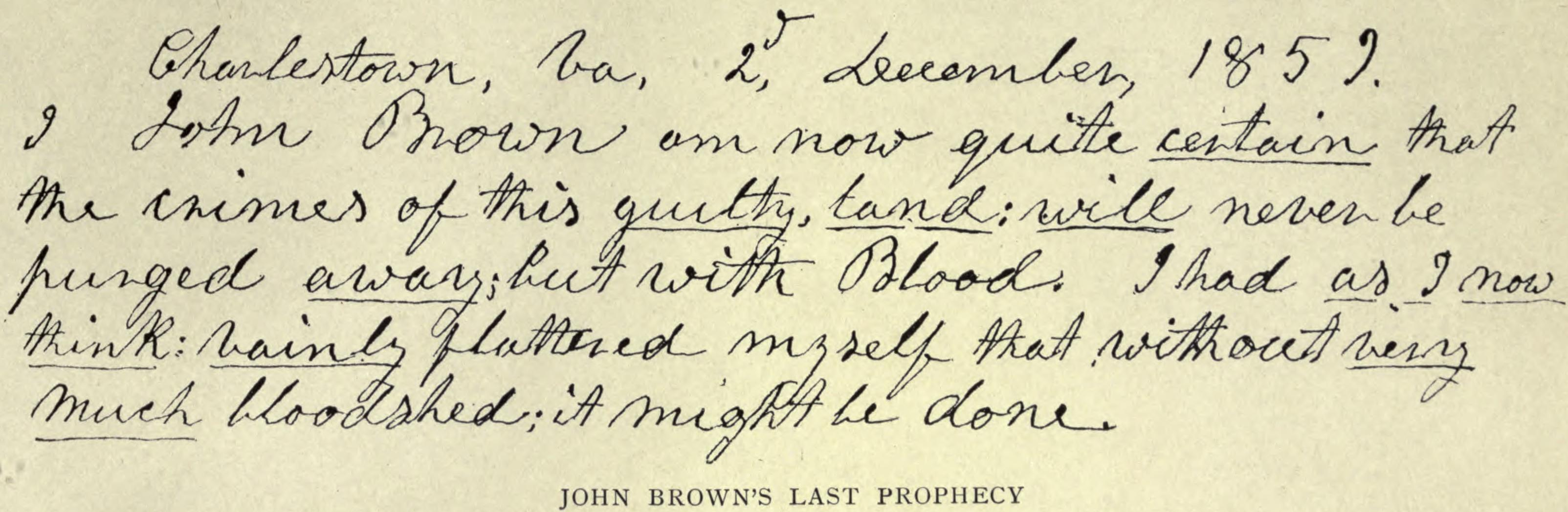
L'ultimo biglietto "profetico" vergato da John Brown.

Quattro membri del raid furono giustiziati il 16 dicembre e altri due il 16 marzo del 1860. Nel suo ultimo discorso, al processo, Brown disse alla corte:
I meridionali coltivavano un atteggiamento ambivalente nei confronti dei loro schiavi; molti bianchi americani del profondo Sud vivevano nella paura costante di un'insurrezione generale. Paradossalmente sostenevano però anche che gli schiavi venissero trattati bene e con estremo riguardo e che pertanto fossero contenti di vivere in tale condizione. Dopo che i soldati ebbero abbandonato la città molti cominciarono in un primo tempo a temere insurrezioni e l'invasione armata da parte degli abolizionisti.

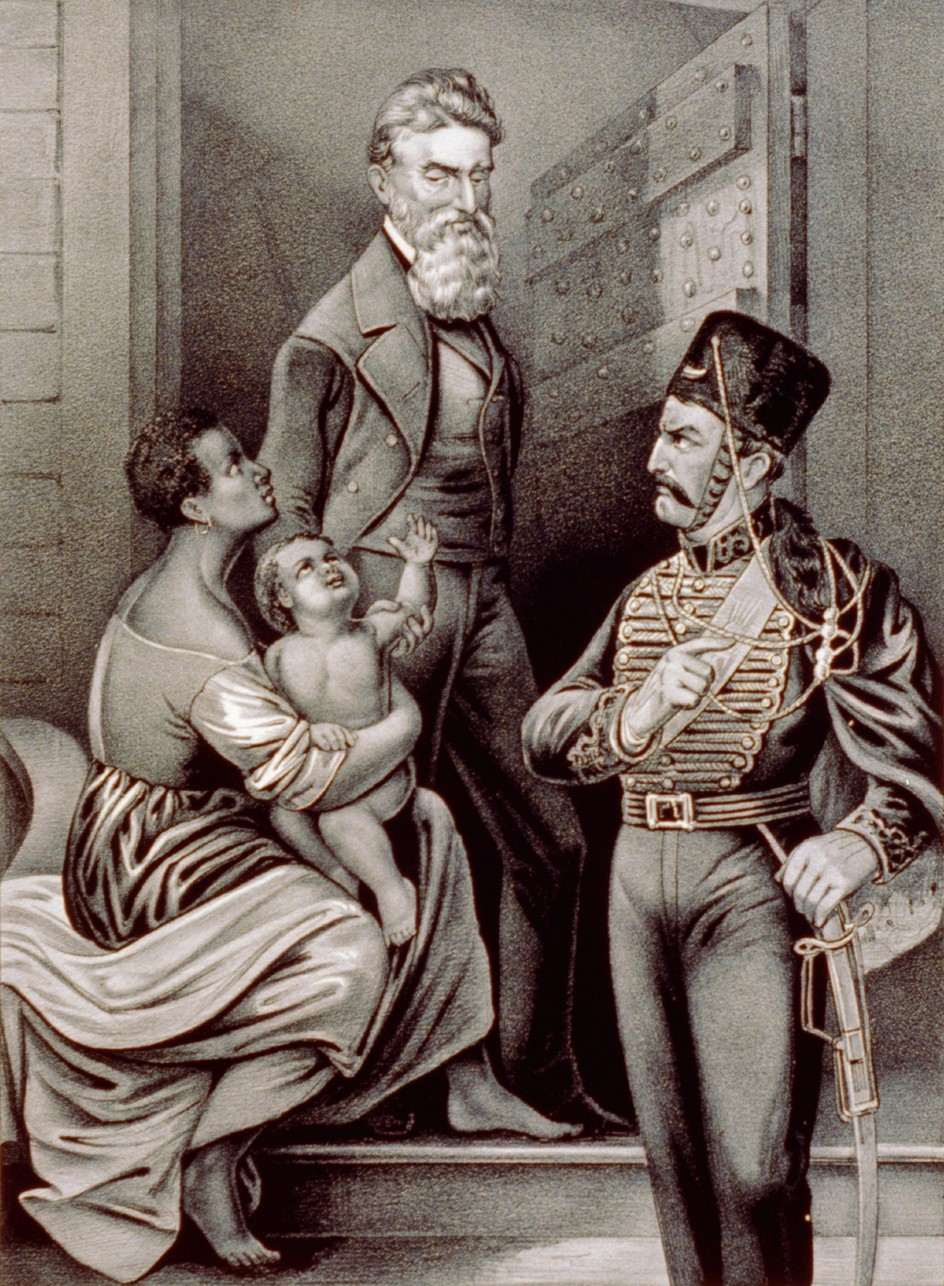
"John Brown, il martire" in un'illustrazione nordista.

La reazione del Sud entrò nella sua seconda fase intorno al periodo dell'esecuzione di Brown. I sudisti si dimostrarono sollevati dal fatto che nessuno schiavo si fosse offerto volontario per aiutare Brown; si sentirono pertanto giustificati nelle loro affermazioni secondo cui gli schiavi erano felici così come stavano.
Dopo che i nordisti ebbero espresso tutta la loro ammirazione per le motivazioni di Brown, con alcuni che lo considerarono un autentico martire, l'opinione del Sud si evolvette in quello che lo storico James M. McPherson ha definito una "furia irragionevole".

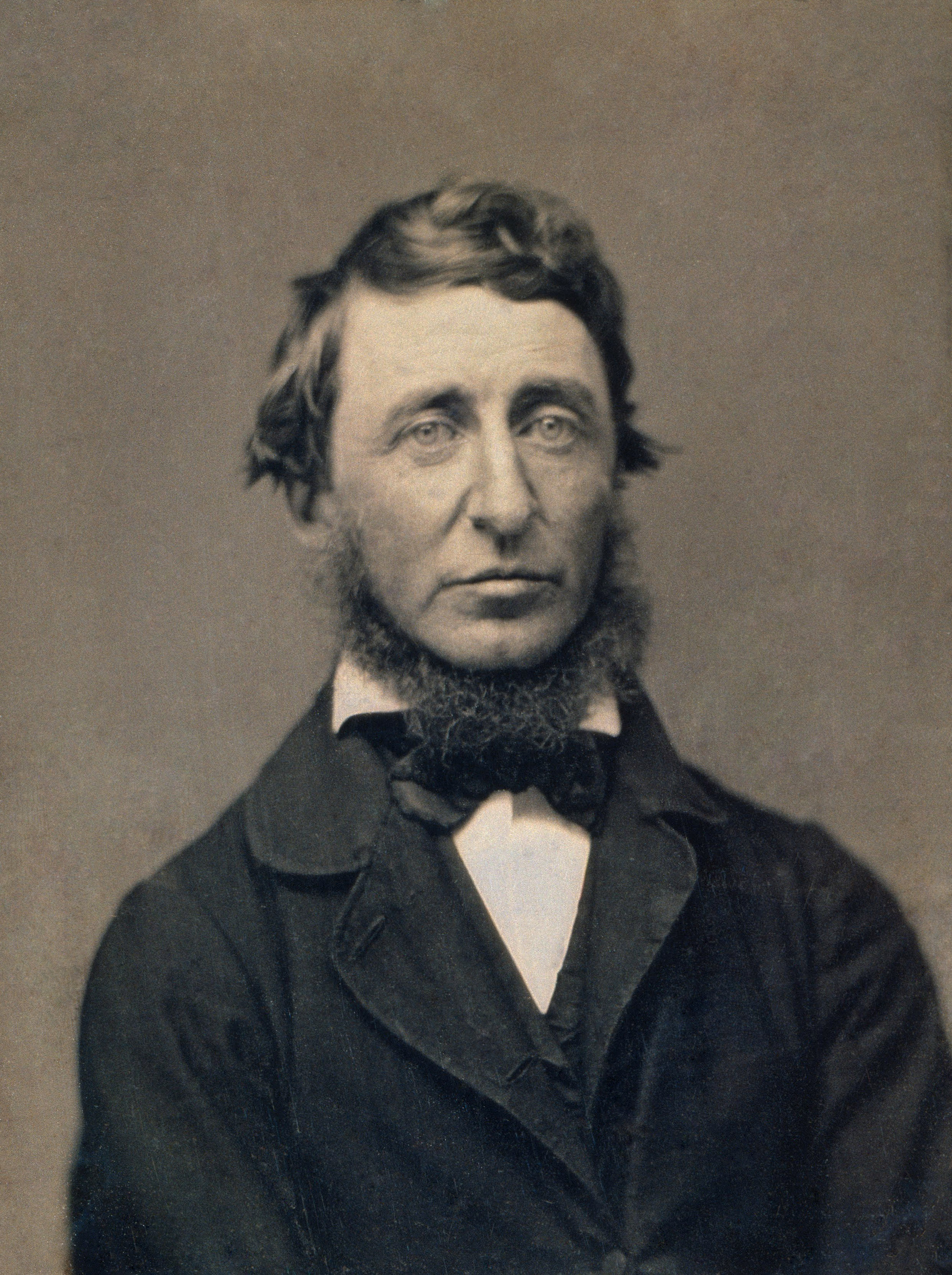
Il filosofo e poeta abolizionista Henry David Thoreau si schiererà apertamente dalla parte dell'"eroe" John Brown.

La prima reazione settentrionale tra i sostenitori dell'anti-schiavismo al raid di Brown fu un rimprovero sconcertato. William Lloyd Garrison lo definì "errato, selvaggio e apparentemente pazzo". Ma attraverso il processo e la sua esecuzione Brown fu rapidamente trasformato in un eroe martirizzato.
Henry David Thoreau in A Plea for Captain John Brown affermò: "penso che per una volta i fucili e i revolver Sharp siano stati impiegati in una causa giusta: gli strumenti erano nelle mani di chi poteva usarli al meglio". Di Brown disse: "ha una scintilla di divinità in lui" ( Testo completo su Wikisource.).
Anche se "era pazzo", scrisse il settimanale religioso l'Independent, "il motivo dominante della sua dimostrazione era sublime".
Per i sudisti Brown non era invece altro che un assassino che voleva privarli del loro diritto alla proprietà schiavista. Il Nord "ha giustificato e applaudito il furto, l'omicidio e il tradimento" declamò la "De Bow's Review".

### Schiavi liberati
Il testamento del sindaco Beckham richiedeva la liberazione di Isaac Gilbert, di sua moglie e dei tre figli dopo la sua morte. Quando Edwin Coppock uccise Beckham i cinque schiavi furono liberi.

## Vittime

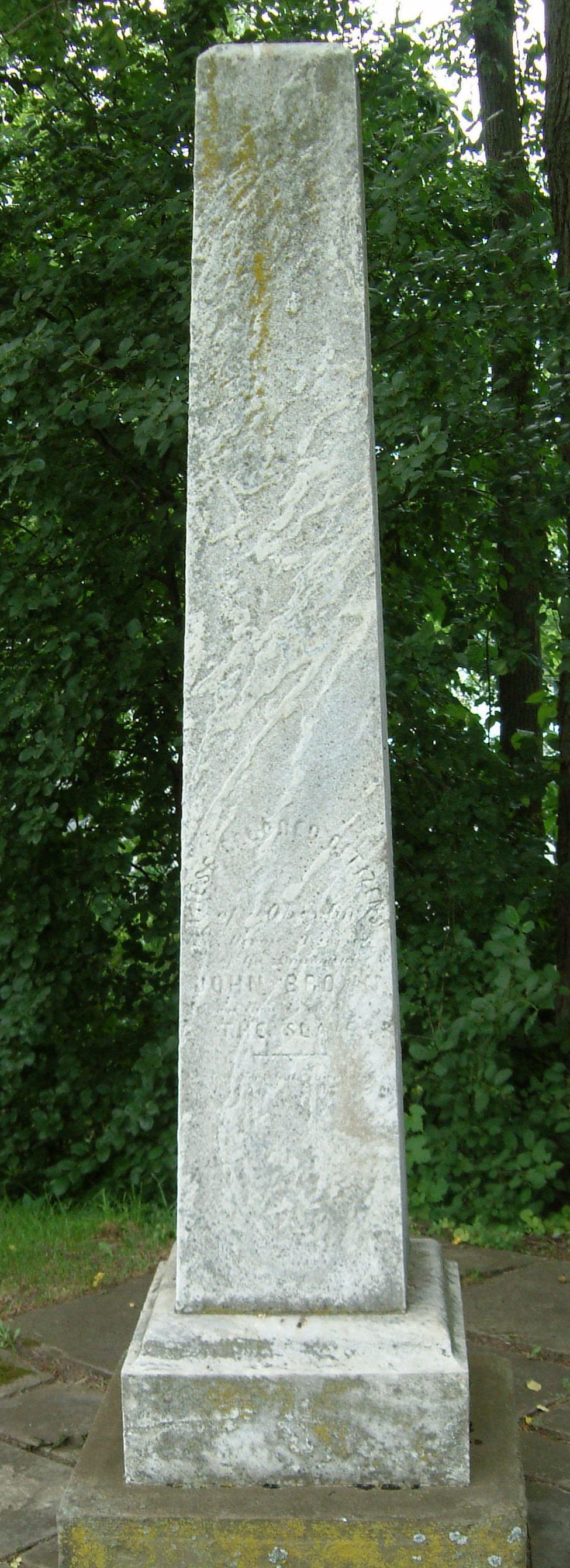
La colonna eretta per onorare i "cittadini colorati di Oberlin (Ohio)" che morirono durante o a causa della loro partecipazione al raid di John Brown su Harper's Ferry.

### Uccisi
- John Henry Kagi[56], ferito a morte mentre cercava attraversava il fiume. Prima sepolto nella fossa comune a Harper's Ferry, nel 1899 in una fossa comune vicino a John Brown a North Elba.
- Jeremiah G. Anderson, 26 anni, colpito e ucciso dalla baionetta di un marine durante l'assalto finale alla casa dei motori. Il corpo venne rivendicato dal "Winchester Medical College" come cadavere da utilizzare per i corsi di medicina (ultimo luogo di riposo sconosciuto).
- William Thompson, prima sepolto nella fossa comune a Harpers Ferry; nel 1899 in una fossa comune vicino John Brown a North Elba.
- Dauphin Thompson, ucciso durante l'assalto finale, sepolto per la prima volta nella fossa comune a Harpers Ferry, nel 1899 in una fossa comune vicino a John Brown a North Elba.
- Oliver Brown, 21 anni, il più giovane dei tre figli di John Brown a partecipare all'azione, fu ferito a morte il giorno 17 e morì il giorno dopo. Fu sepolto per la prima volta nella fossa comune a Harpers Ferry e ri-seppellito nel 1899 in una fossa comune vicino a John Brown a North Elba.
- Watson Brown, 24 anni, ferito mortalmente fuori dalla costruzione antincendio mentre portava una bandiera bianca per negoziare con la milizia avversaria, morì due giorni dopo. Il suo corpo fu rivendicato dal "Winchester Medical College" come cadavere per l'insegnamento. Le truppe dell'Union Army incendiarono il college durante un attacco nel corso della guerra civile. Brown fu nuovamente sepolto nel 1882 in una tomba vicino a suo padre, a North Elba.
- Stewart Taylor di Uxbridge (Canada). Prima sepolto nella fossa comune a Harpers Ferry; nel 1899 in una fossa comune vicino a John Brown a North Elba.
- William Leeman, ucciso mentre cercava di fuggire attraverso il fiume. Prima sepolto nella fossa comune a Harpers Ferry, nel 1899 in una fossa comune vicino a John Brown a North Elba.
- Lewis Sheridan Leary, un nero libero, 24 anni, ferito mortalmente mentre cercava di fuggire attraverso il fiume Shenandoah. Era di stanza nella fabbrica dei fucili assieme a Kagi. Si presume che fosse stato sepolto nella tomba di John Brown a North Elba[57]. Un cenotafio alla memoria si trova a Oberlin (Ohio)[58].
- Dangerfield Newby[59], circa 35 anni, nato in schiavitù e con un padre bianco che non era il suo padrone, gli fu dato il permesso di trasferirsi in Ohio insieme alla madre e ai suoi fratelli; ma quando cercò di ottenere la libertà per sua moglie e i figli il loro padrone rifiutò e questo fatto ispirò Newby ad unirsi al raid di Brown: fu il primo degli incursori ucciso (il suo corpo fu mutilato, ad esempio le sue orecchie furono tagliate da qualcuno nella folla come macabro ricordo). Prima fu sepolto a Harpers Ferry, nel 1899 in una fossa comune vicino a John Brown a North Elba.
- Shepherd Heyward[60], addetto afroamericano al servizio-bagagli della stazione, sepolto nel cimitero di Winchester (Virginia) (la tomba non è contrassegnata[61].
- Thomas Boerly, cittadino.
- George W. Turner, cittadino.
- Fontaine Beckham[62], sindaco della città.
- Uno schiavo appartenente al colonnello Washington.
- Uno schiavo ostaggio appartenente a John Allstad.

Si sostiene da più parti che i due schiavi si unirono spontaneamente ai guerriglieri di Brown, mentre altre versioni dei fatti invece asseriscono che Brown li costrinse a combattere (questa fu l'opinione di Lee, vedi sopra), ma uno fu ucciso mentre cercava di fuggire attraverso il fiume Potomac, l'altro fu ferito e più tardi morì nella prigione di Charles Town.
- Luke Quinn, marines ucciso durante l'assalto finale. Sepolto nel cimitero cattolico di Harper's Ferry.

### Feriti
- Nove civili.
- Il soldato Matthew Ruppert (colpito in faccia durante l'assalto alla costruzione antincendio, sopravvissuto).

### Catturati
- John Brown, rimasto ferito. Processato, condannato e giustiziato tramite impiccagione il 2 dicembre 1859 nella vicina città di Charles Town.
- Aaron Dwight Stevens, ferito e catturato il 18 di ottobre. Impiccato il 16 marzo del 1860 a Charles Town. Prima sepolto nell'"Eagleswood Mansion" di Perth Amboy; nel 1899 in una fossa comune vicino a John Brown a North Elba[63].

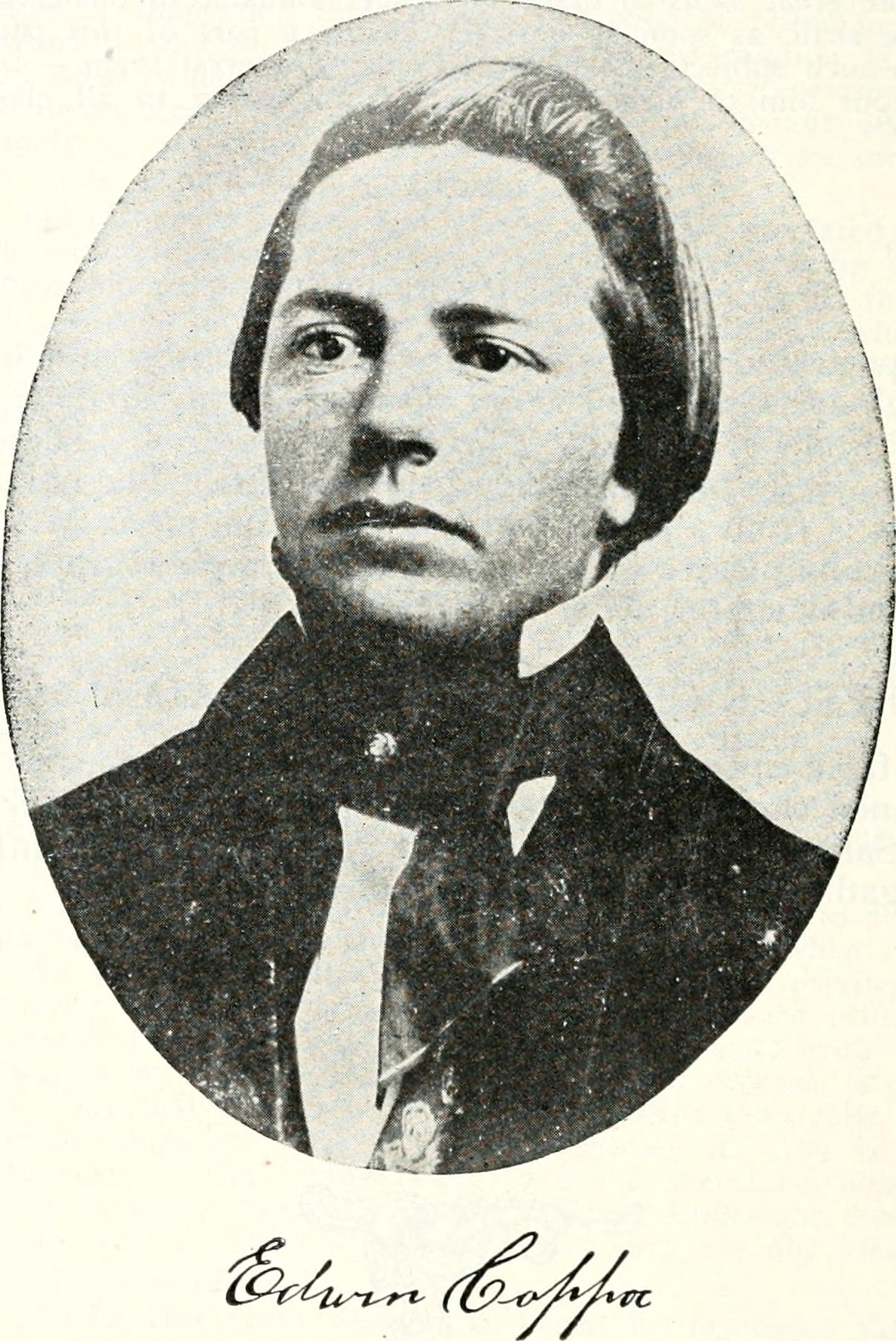
Foto di Edwin Coppock.

- Edwin Coppock, fratello di Barclay, 24 anni, durante il raid sparò uccidendolo al sindaco di Harper's Ferry Fontaine Beckham; fu poi giustiziato a Charles Town il 16 dicembre 1859 e sepolto a Salem (Ohio).
- John Anthony Copeland, Jr.[64][65], un nero libero, 25 anni, si unì alla banda insieme a suo zio Lewis Sheridan Leary, catturato durante il raid e giustiziato il 16 dicembre 1859 a Charles Town. Il "Winchester Medical College" lo utilizzò come "cadavere didattico"[66]. L'ultimo luogo di riposo è sconosciuto; un cenotafio alla sua memoria si trova a Oberlin (Ohio)[67].
- Shields Green, circa 23 anni, era uno schiavo fuggito dalla Carolina del Sud. Catturato il 18 ottobre e impiccato il 16 dicembre a Charles Town. Il corpo fu rivendicato dal "Winchester Medical College". L'ultimo luogo di riposo è sconosciuto. Un cenotafio alla sua memoria si trova a Oberlin.
- John Edwin Cook, scappato in Pennsylvania ma presto catturato. Impiccato il 16 dicembre 1859 a Charles Town. Il corpo venne inviato a New York.
- Albert E. Hazlett, scappato in Pennsylvania ma presto catturato. Impiccato il 16 marzo 1860. Sepolto nell'"Eagleswood Mansion" a Perth Amboy[63]; sepolto nuovamente nel 1899 in una fossa comune vicino a John Brown a North Elba.

Gli ultimi quattro componenti la banda fuggirono e furono catturati circa sei mesi dopo

### Sfuggiti alla cattura
- Barclay Coppock, morto nel 1861[68] durante un'azione di sabotaggio contro le truppe confederate in Missouri[69][70].
- Charles Plummer Tidd, morto durante la guerra civile

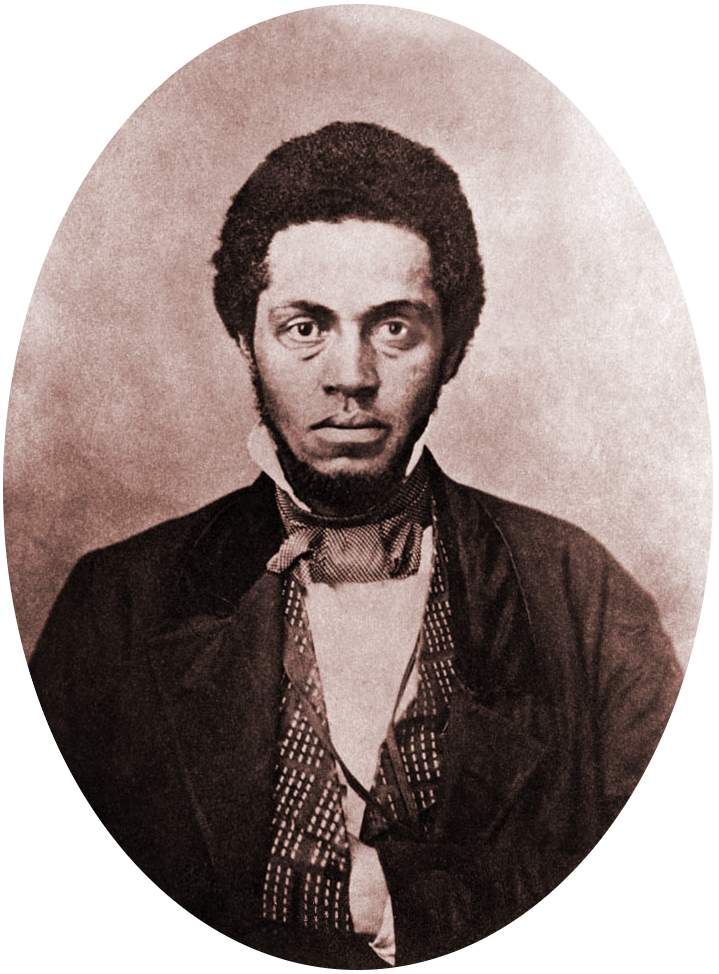
Foto di Osborne Perry Anderson.

- Osborne Perry Anderson[71], fu soldato nell'Union Army[72] e scrisse un libro di memorie sul raid. Morì nel 1872[73] e fu sepolto al "Columbian Harmony Cemetery" di Washington[74].
- Owen Brown[75], prestò servizio come ufficiale nell'esercito dell'Unione; morì l'8 gennaio 1889 a Pasadena (California) e fu sepolto nella "Brown's Mountain"[76].
- Francis Jackson Meriam, fu come capitano nella "3rd South Carolina Colored Infantry".

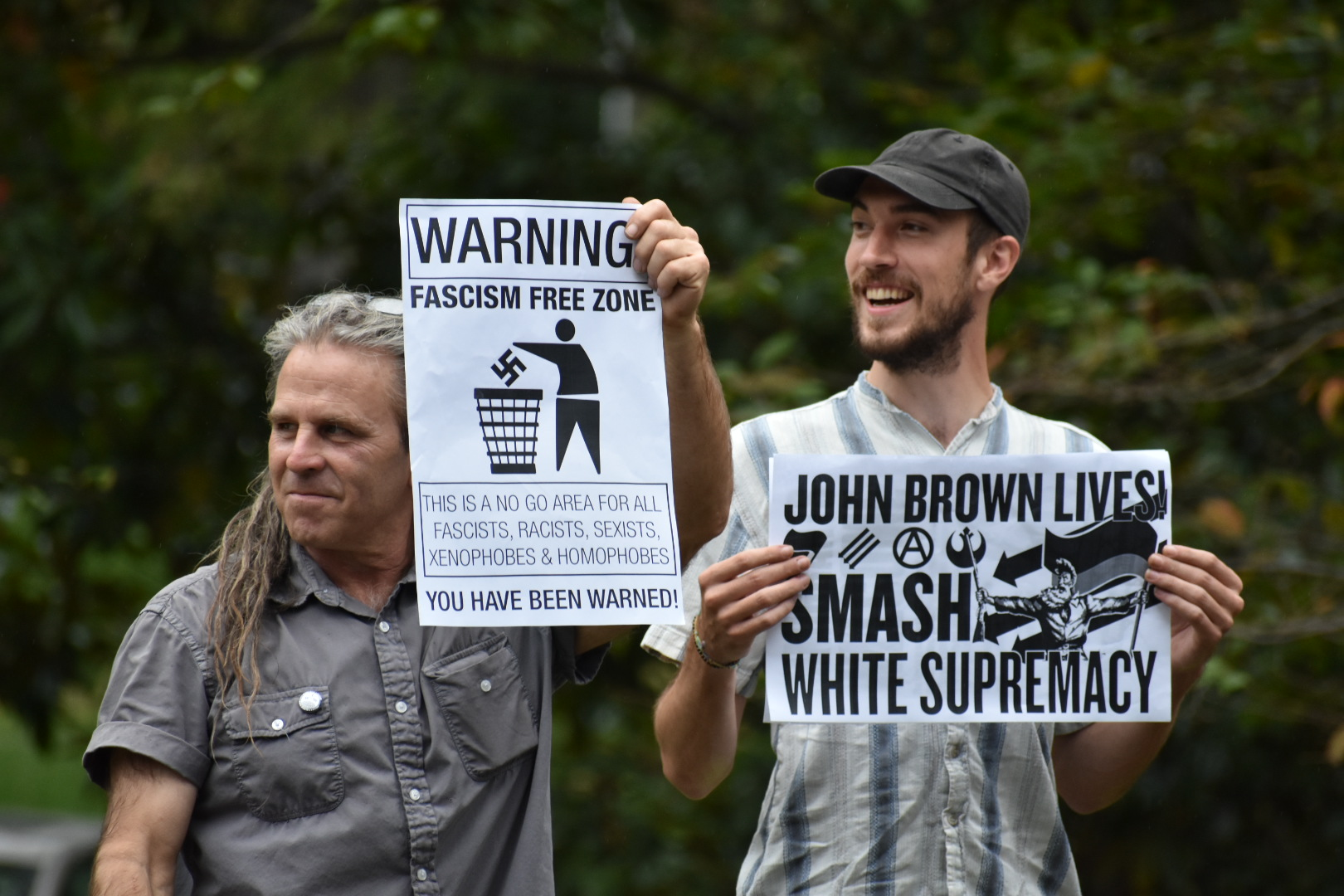
Proteste contro Donald Trump a Greensboro: "John Brown vive. Zona libera dal fascismo. Distruggere il potere bianco".

## Storiografia
Lo storico italiano della guerra di secessione americana Raimondo Luraghi afferma che vi sono buone probabilità che John Brown fosse a conoscenza dei tentativi di azione insurrezionalista messi in opera dai fratelli Bandiera e da Carlo Pisacane nel Regno delle Due Sicilie e che si sia pertanto ispirato ad esse (divenute famose grazie ai giornali di New York che ne parlarono al tempo diffusamente e con dovizia di particolari).
Pare inoltre certo che tenesse in alta considerazione sia Giuseppe Mazzini che Giuseppe Garibaldi (quest'ultimo residente a New York tra il 1850 e il 1852). Il suo proposito si sarebbe dunque incentrato sugli ideali rivoluzionari della Carboneria italiana.
La spedizione dei Mille, rimarca Luraghi "non differì sostanzialmente da quella di J. Brown, dei fratelli Bandiera e di Pisacane: le maggiori forze con cui mosse Garibaldi erano altrettanto irrilevanti di fronte al compito di abbattere l'armatissimo Regno borbonico quanto quelle dei suoi sfortunati predecessori". L'unica differenza sarebbe stata che Garibaldi si mosse quando la situazione era matura per la rivoluzione; la piccola banda d'insorti funzionò quindi da innesco per l'esplosione.
F. P. Sanborn, uno dei più stretti collaboratori del capitano Brown, già nel 1885 affermò che l'impresa era stata

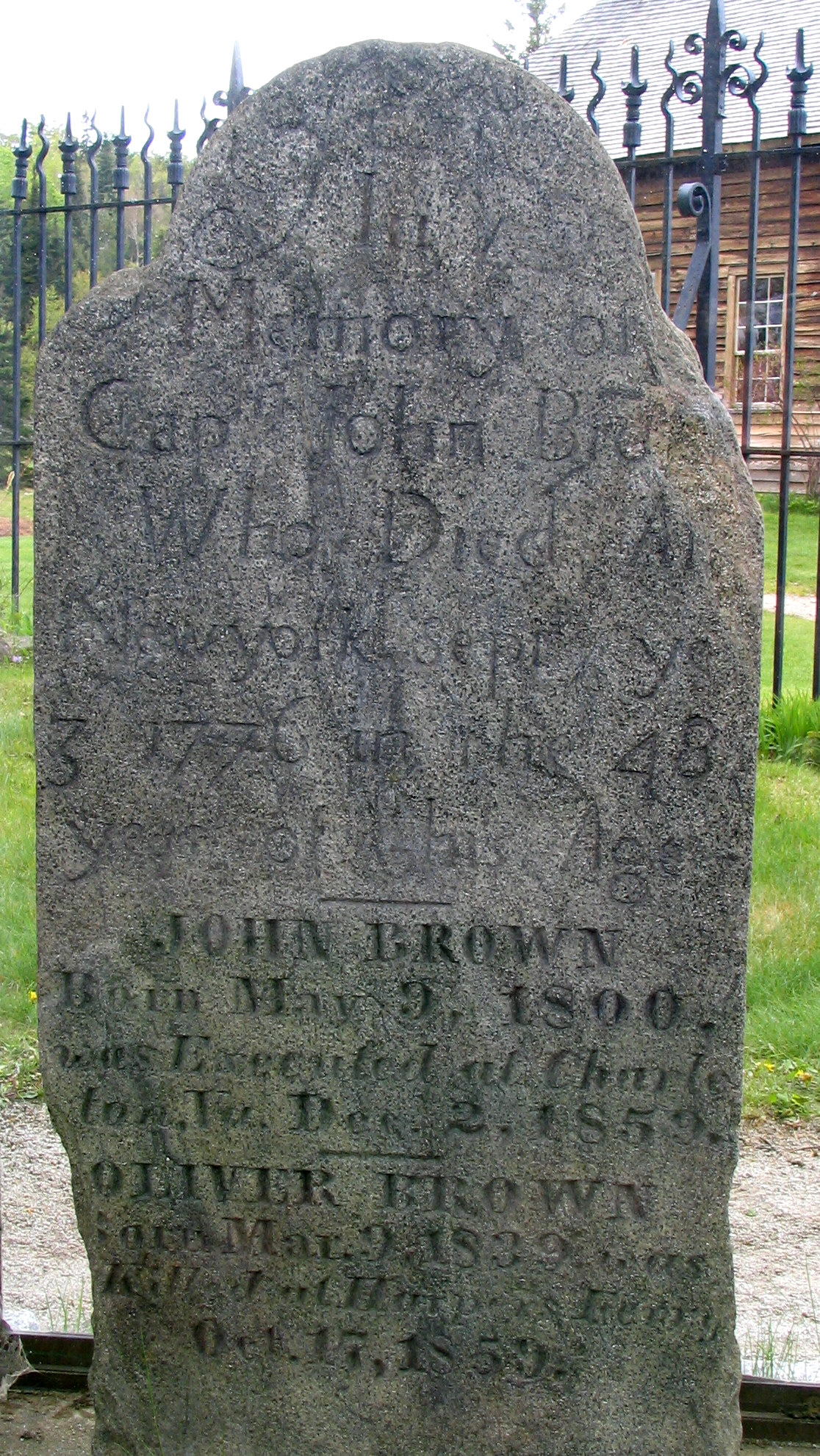
La pietra tombale di John Brown a North Elba.

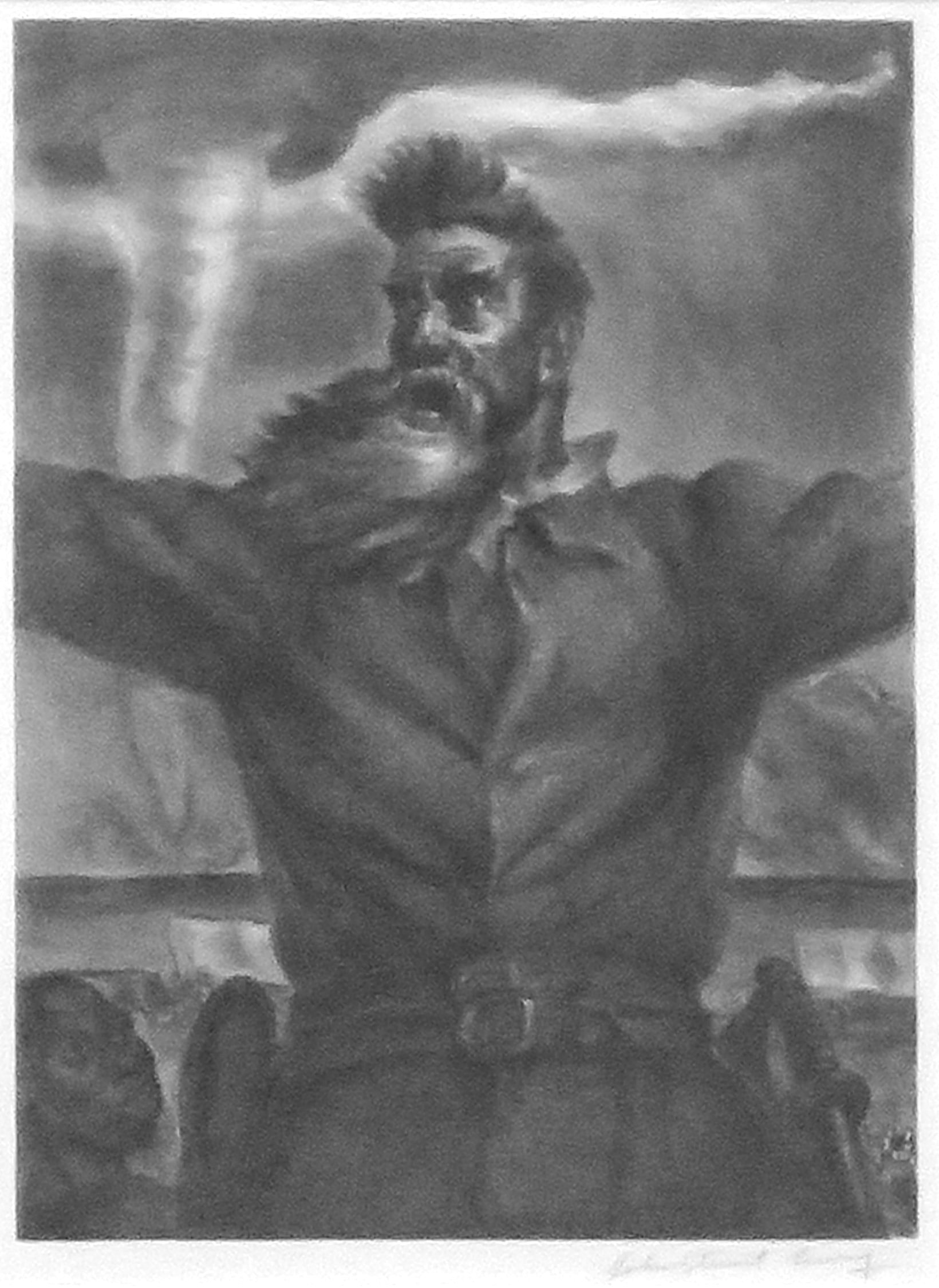
Litografia di John Brown datata 1939.

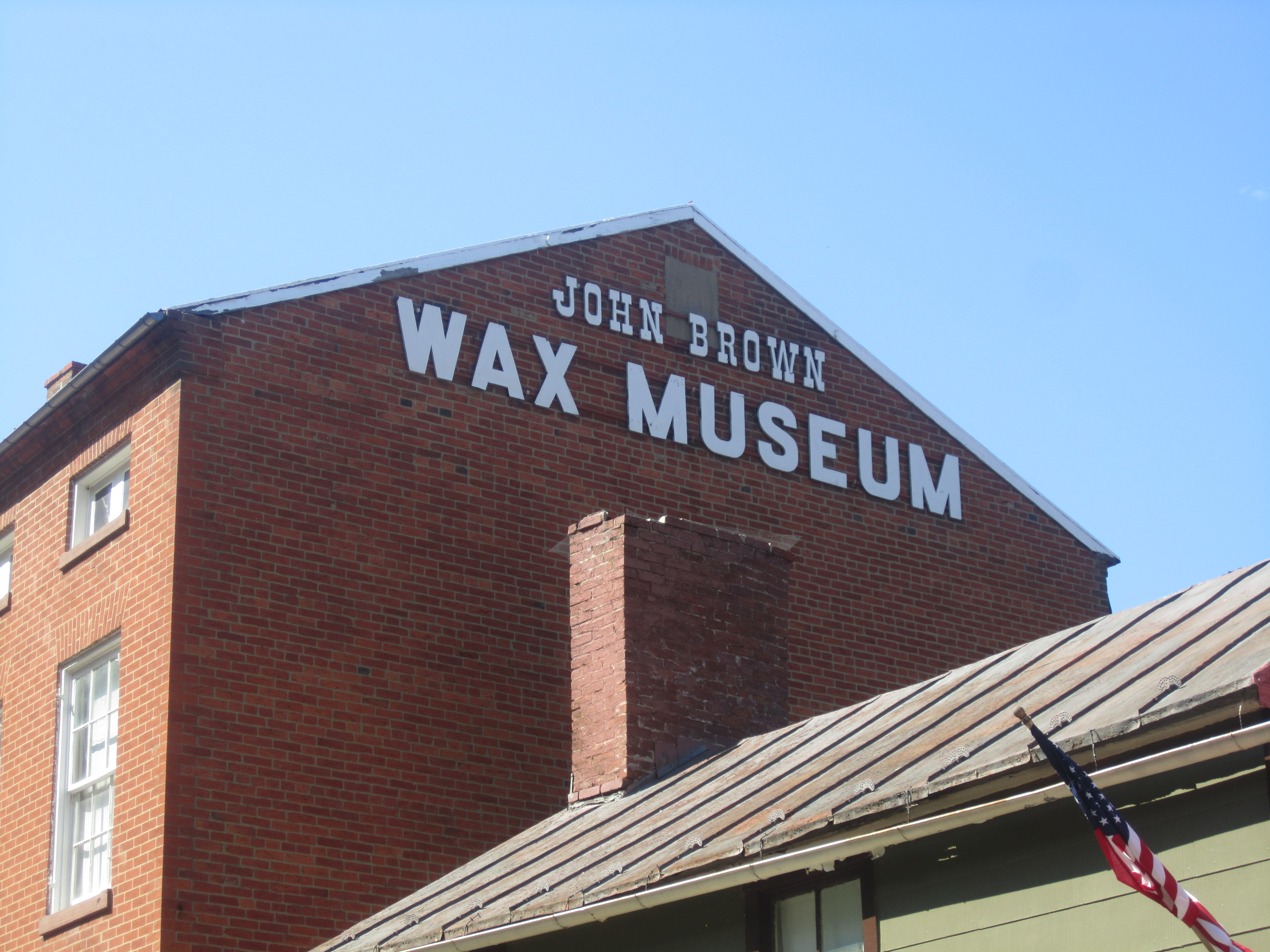
Il "John Brown Wax Museum" ad Harper's Ferry.

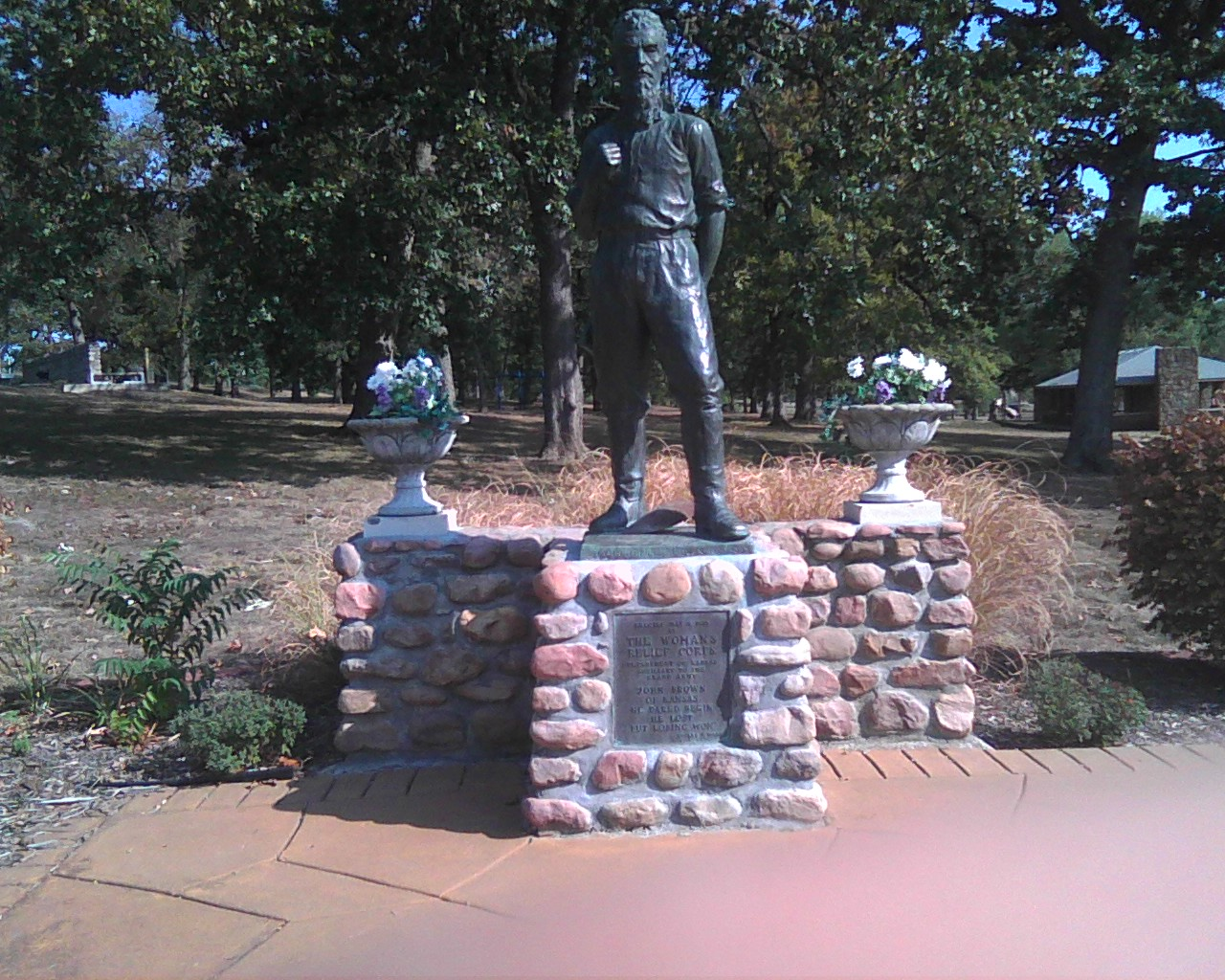
Statua dedicata a John Brown nella Contea di Miami (Kansas).

(F. P. Sanborn The life and letters of John Brown, liberator of Kansas and martyr of Virginia, Boston 1885, p. 123. Citato in Raimondo Luraghi Storia della guerra civile americana BUR 1995, p. 141)